# Rasifiering

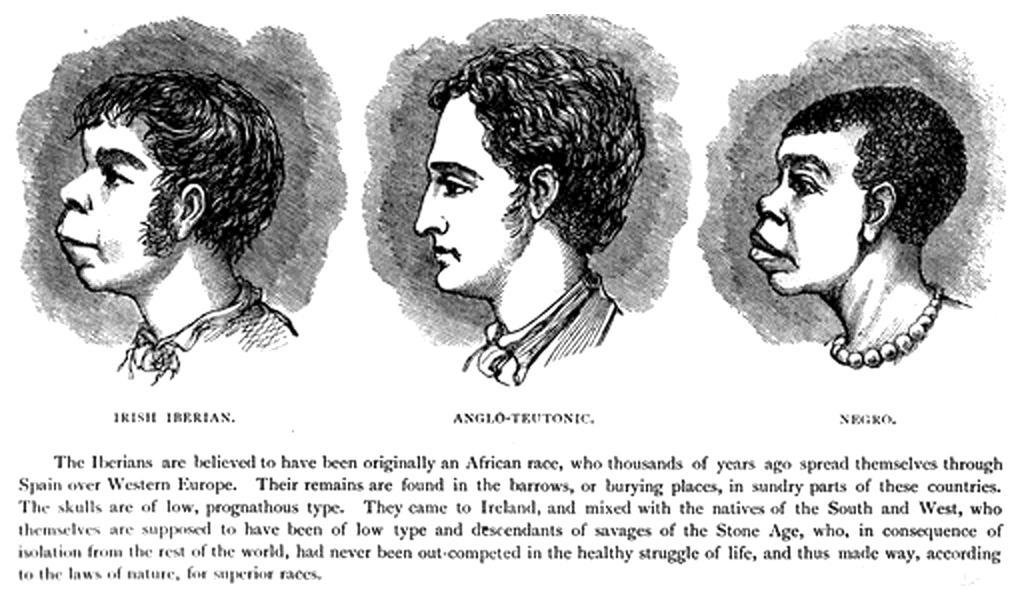
Ett exempel från 1899 på hur den vetenskapliga rasismen rasifierade människor och tillskrev dem olika egenskaper

Rasifiering är ett begrepp och en teori som beskriver hur människor kan bli behandlade annorlunda på grund av vissa egenskaper de har eller påstås ha, som till exempel hudfärg, religion, beteende och karaktärsdrag, och hur det kan leda till fördomar, diskriminering och rasism. Användningen av termen understryker att indelning av människor i olika raser inte är ett biologiskt faktum utan en social konstruktion. När människor kategoriseras i olika sociala grupper eller "människoraser" utifrån vissa egenskaper, som hudfärg eller etnicitet, kan det göra att vissa grupper får en överordnad social status och makt, medan andra grupper hamnar i en underordnad position. Dessa maktrelationer kan ge upphov till samhälleliga maktordningar som manifesteras i att privilegierade grupper förtrycker andra grupper av människor. Enligt teorin leder detta till ekonomisk och social ojämlikhet och orättvisa, eftersom vissa grupper får bättre möjligheter och resurser än andra på grund av sin "ras".
Teorin om rasifiering beskriver att när människor grupperas i olika sociala grupper eller "raser", utifrån egenskaper såsom hudfärg och etnicitet, görs människan om till en "ras". Det innebär att människors identiteter och erfarenheter formas utifrån stereotypa föreställningar, vilket är förenklade tankar om vad som är typiskt för deras "ras"; de omförhandlas till en "ras" med bestämda karaktärsdrag och egenskaper. Till exempel kan det finnas föreställningar om att alla personer med en viss hudfärg är farliga eller lata. Dessa föreställningar är inte baserade på verkliga fakta utan är stereotypa och kan leda till diskriminering och marginalisering. Vidare utgår teorin ifrån att det inte finns biologiska raser. Istället, när indelning av människor sker, beror det på sociala faktorer och människornas idéer och tankar om andra människor, som skapar dessa idéer om raser. Detta innebär att rasifiering förkastar idén om att det skulle finnas biologiska raser.
Begreppet används inom samhällsvetenskapen för att förklara hur människor kan hamna i olika sociala grupper eller "raser", och hur detta påverkar deras möjligheter i samhället och erfarenheter genom livet. Frågor som rör det här området engagerar många forskare och myndigheter, aktivister och samhällsdebattörer, som vill beskriva, förstå och bekämpa diskriminering, rasism och orättvisor i samhället.

## Begreppet
Rasifiering (från engelskans racialization) eller etnifiering, är ett samhällsvetenskapligt begrepp som beskriver processen genom vilken människor placeras i olika socialt konstruerade raser utifrån föreställningar om olika egenskaper. Vetenskapen är inte enig om vilka processer som ska räknas som rasifiering. Vissa forskare har velat reservera rasifieringstermen för kategoriseringar som sker på grundval av föreställda fysiska och biologiska egenskaper, exempelvis hudfärg. Andra forskare har valt att använda termen på ett bredare sätt och vid sidan av fysiska och biologiska egenskaper också inkludera kategoriseringar som sker på grundval av föreställningar om exempelvis religion, ”kultur” eller nationalitet. 
Begreppet förkastar idén om att det skulle finnas olika objektivt bestämda biologiska raser som människan som art kan delas in i, oberoende av det sociala sammanhanget. Rasifieringen av samhällen och individer tar sin början i olika egenskaper eller attribut hos människor, till exempel hudfärg, religiösa symboler, språk, med mera. Utifrån de här attributen delas samhället in i olika sociala kategorier eller "raser" som ofta men inte alltid tillskrivs värderande egenskaper och placeras in på en hierarkisk värdeskala. Rasifiering beskriver den process som skapar denna kategorisering. Beroende vilken "ras" personer kategoriseras som tillskrivs de olika karaktärsdrag och egenskaper, som hur intelligent man är, våldsam, arbetsam/lat, med mera. Ett exempel på rasifieringsprocessen är hur människors hudfärg genom rasifiering först leder till en uppfattning om att svarta och vita tillhör olika "raser". Sedan skapas en föreställning om att svarta/bruna besitter vissa egenskaper och olika stereotyper kopplat till de olika "raserna" utkristalliseras.
Rasifieringsteorin är ett försök att visa hur rasistiska föreställningar skapas där de tidigare inte funnits, och hur sociala skillnader börjar uppfattas som biologiskt eller kulturellt nedärvda. Man kan alltså säga att rasifiering bygger på en essentialistisk människosyn. Framförallt postkoloniala forskare studerar hur föreställningar om människoraser och etniciteter kan leda till strukturell rasism. Begreppet förklarar också hur en grupp ("vi") börjar se på människor utanför gruppen ("de") som medlemmar i en annan "ras" där rasifieringsprocesser skapar olika rasidentiteter och grupper. Både "vi"-gruppen och "de"-gruppen uppfattas som olika "raser", det är alltså inte en enkelriktad process utan påverkar både in- och utgruppen. När det gäller hudfärg så kan man säga att vita i och med detta rasifieras lika mycket som svarta. Dessa processer äger rum både på strukturell nivå, till exempel inom statliga institutioner, men också på en individuell och mellanmänsklig nivå i vardagen.
Ett sätt att förstå rasifiering är att jämföra de fysiska attributen som "ras" grundar sig på med kön och genus. De sociala konstruktionerna genus och ras utgår båda från vissa fysiska egenskaper. Ras som social konstruktion kan utgå från hudfärg, medan genus kan utgå från till exempel könsorganen hos olika människor. Utifrån till exempel hudfärg så placeras personer in i en eller annan ras, precis som människor tillskrivs ett genus utifrån vissa biologiska egenskaper. Rasifiering är processen som förvandlar hudfärg från en objektiv egenskap till en social föreställning om "ras" och de idéer och rasism som följer av detta.

## Teori
Rasifieringsbegreppet användes redan 1961 i boken Jordens fördömda av den tidiga postkolonialisten Frantz Fanon. Fanon använde begreppet "rasifiering av tanken" med vilket han ville förklara den i hans mening felaktiga föreställningen om att Afrika inte har någon kultur. Rasifieringsbegreppet som det används idag myntades av Robert Miles i boken Racism.

### Socialkonstruktivistisk teori
Rasifieringsteorin bygger huvudsakligen på socialkonstruktivistisk teoribildning och forskning inom kritisk rasforskning (critical race theory). Den teoretiska ramen innebär att ras och etnicitet ses som sociala konstruktioner. Några egentliga raser existerar alltså utanför vår sociala förståelse av dem som fenomen, enligt socialkonstruktivismen. Det är föreställningar och myter om raser som står bakom rastänkandet i samhället. Forskare som använder begreppet beskriver den sociala och diskursiva process som skapar idéer om raser och rastillhörighet, vilka i sin tur kan inordnas i rasregelsystem. Tidigare icke-rasistiskt definierade relationer, sociala praktiker och grupper inordnas på så vis i ett rasistiskt system, vilket i förlängningen kan leda till bl.a. avhumanisering. Rasifieringsteorin visar på kopplingen mellan föreställningar om människoraser och etniciteter å ena sidan och strukturell rasism å andra sidan. Forskare studerar alltså hur ras skapas socialt och lever vidare genom föreställningar och hur dessa föreställningar präglar olika sektorer i samhället, som arbetsmarknaden. För att förstå nutiden forskas det även på rasifiering utifrån ett historiskt perspektiv. Ras som social konstruktion samverkar även med exempelvis kön och klasstillhörighet, vilket gör att rasifiering får olika konsekvenser för män/kvinnor såväl som personer från olika socioekonomiska grupper.

### Kritik mot begreppet etnicitet
Inom rasifieringsforskningen lyfts en grundläggande kritik fram mot etnicitetsperspektivet. Kritiken lyder enligt rasifieringsforskare att etnicitet inte förmår förklara differentierade etniska identiteter. Etnicitetsforskarna anses inte heller vara intresserade av att studera det ideologiskt fortlöpande samspelet mellan å ena sidan rasbiologi och, å andra sidan kulturrasism. Den förstnämnda utgörs av tankar som präglade och legitimerade den koloniala expansionen i världen, och den sistnämnda bidrar till marginalisering av invandrade individer från i synnerhet utomeuropeiska länder genom att skapa en mytisk och nedärvd kultur som de invandrade anses bära med sig och föra vidare till kommande generationer.
Enligt de brittiska forskarna Paul Gilroy och Susan Smith har "ras" omförhandlats av sociologer och reducerats till ett kulturellt fenomen, vilket inneburit att ras blivit synonymt med etnicitet. Irene Molina menar att denna omförhandling innebär att maktasymmetrier (ojämlika maktförhållanden) skapade av rasismen i samhället döljs. Även om samtliga forskare är överens om att "ras" som biologisk term inte fyller någon vetenskaplig funktion i att förklara sociala beteenden, betraktas "ras" som social konstruktion användbar i förståelsen av maktrelationer som uppstått genom en rasbiologisk föreställning av människor.

## Staten och rasifiering
Rasifiering innebär enligt teorin att raser konstrueras socialt. Sådan rasifiering genomsyrar samhället och finns inbyggt i idén om den västerländska staten, enligt David Theo Goldberg. Staterna i Europa har byggt sina respektive rasregelsystem genom primärt två modeller, den historicistiska och den naturalistiska. I stora drag kan man säga att den historicistiska modellen bygger på en kulturrasistisk förståelse av historien och statens utveckling medan den naturalistiska bygger på rasbiologi. Båda modellerna finns representerade i samtliga samhällen men en av dem brukar vanligtvis dominera. I Sverige har båda modellerna kombinerats under olika perioder i konstruktionen av den svenska nationella identiteten. Fram till och med slutet på andra världskriget dominerade den naturalistiska modellens metoder för att konstruera rasskillnader, samtidigt som den historicistiska tycks ha funnits närvarande i de diskurser som skapade det nationella svenska.
Enligt kulturgeografen Irene Molina utgick folkhemsbygget från "rashygienism som strukturerande element för den nationella överlägsenheten som skulle bland annat bevaras genom en medveten befolkningspolitik".

## Rasifiering i Europa
Ekonomihistorikern Paulina de los Reyes och kulturgeografen Irene Molina menar att det moderna europeiska samhället, från 1960-talet och framåt, i hög utsträckning präglas av en rasifiering. Detta innebär att arbetsmarknaden kommit att differentieras efter föreställningar om ras, där vissa invandrargrupper i högre utsträckning blivit drabbade av arbetslöshet, sämre arbetsvillkor och så vidare. Begreppet används också för att förklara hur barriärer har rests på arbetsmarknaden, då vissa grupper, enligt forskarna, på grund av föreställningar om deras bakgrund, inte får tillgång till vissa arbeten. Begreppet har också använts för att förklara boendesegregering samt en vidare konstruktion av samhällsnormer. Genom att använda rasifieringsbegreppet har sociologerna Anders Neergaard och Diana Mulinari studerat vad de menar vara den problematiska relationen mellan LO och fackliga invandrare. Författarna menar att LO har misslyckats med att mobilisera framförallt invandrargrupper på grund av föreställningar kring deras ursprung.

## Rasifiering av arbete
Rasifieringen av arbetet omfattar segregation av arbetsmarknaden och hur arbetare väljs ut, baserat på uppfattade etniska skillnader. Detta skapar en hierarkisk struktur som med rasen som grund begränsar arbetsförmedling och mobilitet på arbetsmarknaden. Beroende på hur en person rasifieras (som till exempel vit eller svart) kan denna få olika jobb och olika möjligheter till löneutveckling, befordringar, med mera. Rasifieringsprocessen förstärks genom rasistiska stereotyper  och diskurs. Detta normaliseras sedan genom användning av ett ”mjukt språk” som för fram en ”färgblindhet” som försöker släta över de skillnader som finns baserat på ras och etnicitet.
I en rapport från tankesmedjan Katalys lyfter professorn i sociologi Anders Neergaard fyra processer som drivande i hur arbetsmarknaden rasifieras: migrationspolitik, arbetsmarknadspolitik, diskriminering på etnisk grund och fackföreningarnas agerande. 
Migrationspolitiken strukturerar samhället utifrån vem som är medborgare eller ej, samt huruvida man har uppehållstillstånd, asyl eller saknar detta och räknas som papperslös. Medborgarstatusen styr vilka rättigheter och resurser man har tillgång till. I Sverige pekar Neergaard på att invandrare pressas att ta första bästa jobb på grund av de försörjningskrav migrationspolitiken (genom lagarna) ställer. Det leder till att personer som invandrat generellt är överkvalificerade för sina arbeten.

### Sverige
En skiljelinje som rasifieringen av arbetsmarknaden har dragit upp är den mellan arbetare och tjänstemän. För en person född i utlandet är det lika vanligt att arbeta i ett arbetaryrke som att arbeta som tjänsteman. Samtidigt är det bara 36 procent av de födda i Sverige som räknas som arbetare, och 64 procent som arbetar som tjänsteman. Det visar på att arbetsmarknaden är rasifierad och uppdelad utifrån till exempel födelseland. Eftersom tjänstemän har högre lön och högre status än arbetare så gynnas svenskar och utlandsfödda missgynnas eftersom de i större utsträckning är arbetare.
Rasifieringen syns även om man ser till de vanligaste yrkena bland utrikes jämfört med inrikes födda (år 2014). För utrikesfödda är de fem vanligaste yrkena: 1) städare, 2) undersköterska, 3) restaurang- och köksbiträde, 4) personlig assistent, 5) barnskötare. Bland inrikesfödda är de vanligaste yrkena: 1) undersköterska, 2) grundskollärare, 3) företagssäljare, 4) butikssäljare, 5) barnskötare.

## Rasifiering av religion
En pågående akademisk debatt gäller rasifieringen av religiösa grupper, där anhängare till judendom och islam indirekt tillskrivs fasta pseudoegenskaper i den allmänna föreställningen av kulturen, trots att många anhängare till dessa religioner inte till synes delar dessa egenskaper. Man kan alltså säga att det pågår en rasifiering av religiösa grupper utifrån religiösa attribut. Denna rasifiering sträcker sig även till religionsutövarnas barn och familj. Rasifieringen kvarstår även om dessa har dragit sig bort från den praktiserande delen av sina föräldrars religion. Barnen till de troende eller praktiserande kan samtidigt också behålla närliggande kulturella aspekter i religionen när det gäller familj och grupp.
En av effekterna med en rasifierad religion kan bli att utövarna och deras efterkommande generationer internaliserar rasifieringen och börjar behandla den religiösa identiteten såsom en etnisk åtskillnad och identitet gentemot andra grupper. 
Den här typen av rasifiering kan ta sig uttryck i rasism och diskriminering, där de som rasifieras stängs ute från deltagande i allmänna eller privata samhällsfunktioner på grund av de negativa ”rasattribut” som tillskrivs dem. I USA kan man se att det till exempel har funnits inkonsekvenser i huruvida muslimer ska kategoriseras som bruna/icke-vita eller vita. Formellt har de klassificerats som vita av myndigheterna, medan många muslimers upplevelser vittnar om att de själva och av omgivningen uppfattas som icke-vita och avvikande. De blir osynliggjorda i statistiken, samtidigt som deras vardagsupplevelser berättar om en diskriminerande omgivning som kan gå till angrepp på grund av rasifierade attribut som hijab, skägg eller en brun hudfärg. De här attributen har sin grund i religionen, attribut eller symboler som genom rasifieringen laddas med etnisk mening. Bäraren av till exempel hijab blir muslim både religiöst och som en tänkt ras som delas av alla som "ser muslimska ut".
En av tillämpningarna av denna rasifiering är nationalismen, där den ur religionen skapade ”rasen” försöker lägga beslag på kulturella och nationella aspirationer som är kompatibla och passar gentemot andra grupper som inte nödvändigtvis delar erfarenheten av rasifiering. Det här går att urskönja i till exempel kristen nationalism, där vissa kristna grupper försöker koppla idén om "nationen" till kristna traditioner och likställa dessa med varandra i idén om en kristen nation med en befolkning som utgörs av "etniskt kristna".

## Exempel på tillämpning inom forskningen
Begreppet rasifiering används framförallt av samhällsvetare inom historia, ekonomisk historia, sociologi, kulturgeografi, arbetslivsforskning, med flera ämnen. Forskare som använder begreppet avser i huvudsak att beskriva hur människors föreställningar, fördomar och myter om ras präglar såväl mellanmänskliga relationer som samhället i stort. Rasifiering används både för att förstå det nutida samhället och den historia som har lett fram till samhället som det ser ut idag. Historien, det nutida samhällets strukturer och de mellanmänskliga relationerna präglar de föreställningar om ras som finns. Detta görs med utgångspunkten i ett "vi och de"-tänkande. Begreppet användes från början i huvudsak av postkolonialister men har sedan nittiotalet fått en bredare spridning både inom akademin och i samhällsdebatten i stort.
Kulturgeografen Irene Molina menar att föreställningar om ras och rastillhörighet skapar oerhörda konsekvenser för människors liv, bland annat genom strukturell rasism. Hon menar exempelvis att vita människor får privilegier på grund av föreställningen kring deras vithet och att människor som definieras som icke-vita diskrimineras och/eller exkluderas i olika delar av samhället. Rasifieringsbegreppet används alltså för att förklara hur dessa föreställningar om mänskliga egenskaper kopplade till hudfärg påverkar människors liv i grunden.
Den engelska kulturgeografen Susan Smith har använt rasifieringsteorin för att förklara bostadssegregationen i Storbritannien, vilken hon menar kan förklaras med "de dominerande maktrelationerna i landet".
Amerikanska forskare har studerat hur personer utsätts för fördomar på grund av sina tilltalsnamn, vilka forskarna menar rasifierar namnbärarna. En vit politiker med ett namn som låter afroamerikanskt kan exempelvis förlora röster endast på grund av fördomar mot svarta. Forskarna belyser vad de menar är själva rasfördomarnas flexibilitet - en person behöver alltså inte anses vara icke-vit för att drabbas av fördomar mot dem som anses vara icke-vita. Enligt detta synsätt behöver rasifiering inte endast drabba människor med ett visst utseende, utan även dem med andra attribut, exempelvis tilltalsnamn, vilka kan uppfattas som icke-vita.
Rasifiering är också ett begrepp som använts av postkoloniala historiker. Historikern Bayo Holsey menar exempelvis att tidigare historiker anpassade sin historieskrivning i avsikten att försöka få rasismen och slaveriet mot framförallt svarta att framstå som naturligt. Holsey menar att samtida historiker måste avrasifiera delar av historien som är präglad av dessa rasistiska föreställningar.

## Kritik mot begreppet
En viss inomvetenskaplig kritik har riktats mot begreppet. Bland annat anser sociologen Michael Banton och andra samhällsteoretiker att man helt bör överge rasbegreppet då det anses vara meningslöst. Denna ståndpunkt bestrids inte av rasifieringsforskare som instämmer i att rasbegreppet inte fyller någon vetenskaplig funktion i förklaring av sociala beteenden, men de menar dock att "ras" som kategori är användbar i förståelsen av maktrelationer.

### Notförteckning
1. 1 2 3 4 5  de los Reyes & Kamali 2005.
2. ↑  Sverige. Utredningen om makt "Bortom vi och dom", sid 40
3. 1 2  Sverige. Utredningen om makt ”Arbetslivets (o)synliga murar”, sid 40
4. ↑  ”Rasifiering”. RFSL Ungdom. Arkiverad från originalet den 25 november 2021. https://web.archive.org/web/20211125123333/https://rfslungdom.se/ordlista/rasifiering-2/. Läst 25 november 2021.
5. 1 2  ”Historisk forskning om rasism och främlingsfientlighet i Sverige” (pdf). Forum för levande historia. 15 april 2016. sid. 19. https://www.levandehistoria.se/sites/default/files/material_file/historisk_forskning_om_rasism_och_framlingsfientlighet_i_sverige.pdf. Läst 1 januari 2023.
6. ↑  Yilmaz, Seher (2021). Vad jag pratar om när jag pratar om rasism.. Natur och Kultur Bokförlaget. ISBN 978-91-27-17075-9. OCLC 1285278543. https://www.worldcat.org/oclc/1285278543. Läst 26 november 2021
7. 1 2 3  Löfroth, Simon (25 mars 2014). ””Begreppet rasifierad kan ha olika betydelser””. Svenska Dagbladet. ISSN 1101-2412. https://www.svd.se/begreppet-rasifierad-kan-ha-olika-betydelser. Läst 25 november 2021.
8. ↑  ”Alla rasifieras! | MANA” (på amerikansk engelska). http://tidskriftenmana.se/alla-rasifieras/. Läst 25 november 2021.
9. ↑  de los Reyes, Paulina (2014). SOU 2014:34 Inte bara jämställdhet - Intersektionella på hinder och möjligheter i arbetslivet. Stockholm. sid. 9-29
10. ↑  ”Racialization”. International Encyclopedia of the Social Sciences. 18 mars 2008. http://www.encyclopedia.com/topic/Racialization.aspx#1. Läst 25 juni 2011.
11. ↑  ”Racism After 'Race Relations'” (på engelska). Routledge & CRC Press. https://www.routledge.com/Racism-After-Race-Relations/Miles/p/book/9780415100342. Läst 26 november 2021.
12. ↑  Berger Michele Tracy, Guidroz Kathleen., red (2009) (på engelska). The intersectional approach: transforming the academy through race, class, and gender. Chapel Hill: University of North Carolina Press. sid. 1. Libris 11774916. ISBN 978-0-8078-3334-6 (cloth : alk. paper)
13. 1 2  Molina 1997.
14. ↑  Goldberg 2002.
15. ↑  de los Reyes & Kamali 2005, s. 99 f.
16. ↑  Molina, Irene (1997). Stadens rasifiering: etnisk boendesegregation i folkhemmet = [Racialization of the city] : [ethnic residential segregation in the Swedish Folkhem]. Geografiska regionstudier, 0431-2023 ; 32. Uppsala: Univ. Libris 8357326. ISBN 91-506-1216-6
17. ↑  Lundstedt, Anna (2005). Vit governmentalitet: "invandrarkvinnor" och textilhantverk - en diskursanalys. Arbetsliv i omvandling, 1404-8426 ; 2005:14. Stockholm: Arbetslivsinstitutet. Libris 10009361. ISBN 91-7045-766-2
18. ↑  Mulinari, Diana; Neergaard Anders (2004). Den nya svenska arbetarklassen: rasifierade arbetares kamp inom facket (1. uppl.). Umeå: Boréa. Libris 9472539. ISBN 91-89140-31-1
19. ↑  Maldonado, sid 1026
20. 1 2  Maldonado, sid 360
21. 1 2 3 4  ”No. 53 Klassamhällets rasifiering i arbetslivet – Katalys”. www.katalys.org. https://www.katalys.org/publikation/no-53-klassamhallets-rasifiering-i-arbetslivet/. Läst 18 september 2022.
22. ↑  Das Gupta Tania, red (2007) (på engelska). Race and racialization: essential readings. Toronto: Canadian Scholars' Press. sid. 63. Libris 12190172. ISBN 978-1-55130-335-2 (pbk.)
23. ↑  Bakhtiari, Elyas (2020-11-25). ”Health effects of Muslim racialization: Evidence from birth outcomes in California before and after September 11, 2001”. SSM - Population Health 12:  sid. 100703. doi:10.1016/j.ssmph.2020.100703. ISSN 2352-8273. PMID 33313375. PMC: 7721634. https://www.ncbi.nlm.nih.gov/pmc/articles/PMC7721634/. Läst 26 september 2021.
24. ↑  O’Brien, John; Abdelhadi, Eman (2020-11-05). ”Re-examining Restructuring: Racialization, Religious Conservatism, and Political Leanings in Contemporary American Life” (på engelska). Social Forces 99 (2):  sid. 474–503. doi:10.1093/sf/soaa029. ISSN 0037-7732. https://academic.oup.com/sf/article/99/2/474/5824065. Läst 26 september 2021.
25. ↑  Molina, Irene (2002). ”Kalla mörkret natt!: kön, klass och ras/etnicitet i det postkoloniala Sverige”. Maktens (o)lika förklädnader : kön, klass & etnicitet i det postkoloniala Sverige : en festskrift till Wuokko Knocke. 2002. sid. 295-317. Libris 9235991
26. ↑  Sverige. Utredningen om makt "Bortom vi och dom", sid 95 https://data.riksdagen.se/fil/B6C9AE6D-65E3-4F7D-BAC8-8D3DC84B684F
27. ↑  Utredningen om strukturell diskriminering på grund av etnisk eller religiös tillhörighet (2005) (på Svenska). Det blågula glashuset [Elektronisk resurs : strukturell diskriminering i Sverige : betänkande]. Statens offentliga utredningar, 0375-250X ; 2005:56. Stockholm: Fritzes offentliga publikationer. Libris 11456225. http://www.regeringen.se/sb/d/108/a/46188
28. ↑  Nakashima, Daniel. A, "A rose by Any Other Name: Multiracial/Multiethnic pople, and the Politics of Identity" i The sum of our parts: mixed-heritage Asian Americans 2001
29. ↑  Holsey, Bayo. (2008) (på engelska). Routes of remembrance: refashioning the slave trade in Ghana. Chicago: University of Chicago Press. Libris 10904481. ISBN 978-0-226-34975-6 (cloth : alk. paper)
30. ↑  Barot R; Bird J. (på engelska). Racialization: the genealogy and critique of a concept.. Ethnic & Racial Studies [serial online]. July 2001;24(4):601-618.. sid. 1. http://www.researchgate.net/publication/23957852_Racialization_the_genealogy_and_critique_of_a_concept

### Källförteckning
- Maldonado, Marta Maria (juli 2009). ”It is their nature to do menial labour: the racialization of ‘Latino/a workers’ by agricultural employers” (på engelska). Ethnic and Racial Studies 32 (6):  sid. 1026. http://www.informaworld.com/smpp/content~db=all~content=a910770329. Läst 25 juni 2011.
- Sverige. Utredningen om makt, integration och strukturell diskriminering; De los Reyes Paulina, Kamali Masoud (2005) (på Svenska). Bortom vi och dom [Elektronisk resurs : teoretiska reflektioner om makt, integration och strukturell diskriminering : rapport]. Statens offentliga utredningar (SOU), 0375-250X ; 2005:41. Stockholm: Fritzes offentliga publikationer. sid. 95. Libris 11438878. http://www.regeringen.se/content/1/c6/04/56/42/11dab91b.pdf. Läst 19 juni 2011 Arkiverad 26 september 2006 hämtat från the Wayback Machine.
- Sverige. Utredningen om makt, integration och strukturell diskriminering; De los Reyes Paulina (2006). Arbetslivets (o)synliga murar: [Elektronisk resurs rapport]. Statens offentliga utredningar, 0375-250X ; 2006:59. Stockholm: Fritze. Libris 11436832. http://www.regeringen.se/sb/d/108/a/64815
- Goldberg, David Theo (2002). ”Racial Rule” (på engelska). Relocating Postcolonialism. Oxford: Blackwell Publishers. Libris 8292993. ISBN 0-631-20804-6. http://204racethought.wikispaces.com/file/view/Goldberg+Racial+State.pdf Arkiverad 2 februari 2014 hämtat från the Wayback Machine.
- Molina, Irene (1997) (på engelska). Stadens rasifiering: Etnisk boendesegregation i folkhemmet. Uppsala: Kulturgeografiska institutionen, Uppsala universitet. Libris 8357326. ISBN 91-506-1216-6. http://uu.diva-portal.org/smash/get/diva2:161611/FULLTEXT01 Arkiverad 1 februari 2014 hämtat från the Wayback Machine.
- de los Reyes, Paulina; Kamali, Masoud (2005). Bortom vi och dom: Teoretiska reflektioner om makt, integration och strukturell diskriminering (SOU 2005:41). Stockholm: Statsrådsberedningen. Libris 10650589. ISBN 978-0-387-69168-8